# Réserve naturelle régionale de la côte de la Fontaine
La réserve naturelle régionale de la côte de la Fontaine (RNR298) est une réserve naturelle régionale située en région Normandie. Classée en 1998 comme réserve naturelle volontaire, elle a été reclassée en 2015 et occupe une surface de 12,21 hectares au sein du Parc naturel régional des Boucles de la Seine normande.

## Localisation

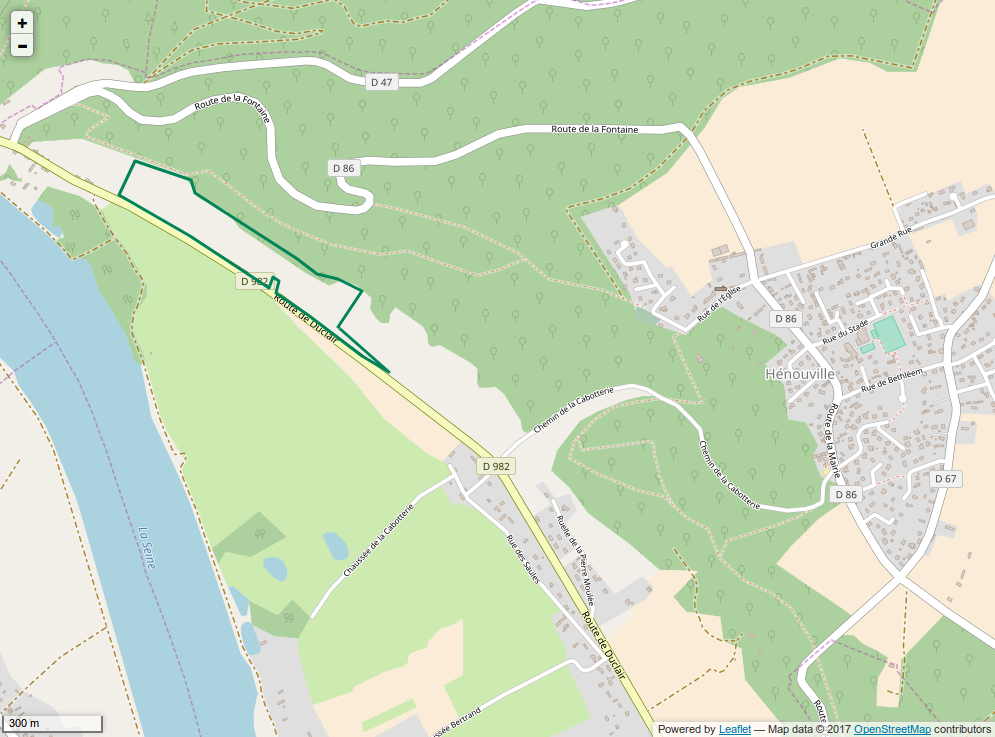
Périmètre de la réserve naturelle.

Le territoire de la réserve naturelle est dans le département de la Seine-Maritime, sur la commune d'Hénouville dans le Parc naturel régional des Boucles de la Seine normande. Il correspond à un coteau exposé au sud-ouest dominant une boucle de la Seine entre 10 m et 90 m d'altitude.

## Histoire du site et de la réserve
Le site était cultivé au XIXe siècle puis est devenu une zone de pâture après la Seconde Guerre mondiale. Cette pratique a cessé dans les années 1970 ce qui a entraîné une fermeture du milieu.
Depuis 1997, le débroussaillage et le pâturage permettent de contenir l’expansion des arbustes.

## Écologie (biodiversité, intérêt écopaysager…)
Le site présente des formations végétales typiques des coteaux calcaires dont plusieurs sont rares et patrimoniales pour la région. On y trouve des milieux ouverts (pelouses rases) qui hébergent des plantes et insectes remarquables. En bordure, des boisements et fruticées sont favorables à l'avifaune.
Le contenu des inventaires faunistiques et floristiques du site dépasse les 500 taxons.

### Climat
Le climat est à régime maritime à empreinte continentale et influence méridionale. La pluviométrie est élevée (800 mm par an pour 170 jours de pluie). 

### Géologie
Le coteau est constitué de craie du Campanien et Santonien. Le plateau est recouvert d'argile à silex.

### Flore
La flore compte 216 taxons. On y trouve de nombreuses espèces typiques des milieux de pelouses calcicoles comme l'Anémone pulsatille. Au pied du coteau, l'humidité plus importante permet la présence de l'Ophioglosse commun.

### Faune
L'avifaune compte 5 espèces patrimoniales dont une vulnérable et une en danger. Les reptiles comptent 2 espèces patrimoniales.
Concernant les invertébrés, les papillons de jour comportent 8 espèces patrimoniales. On peut noter la présence de la Petite violette, de la Mante religieuse, du Grillon d'Italie, du Damier de la succise et de l’Agreste.

## Intérêt touristique et pédagogique
Le site est accessible librement au public dans le respect de la réglementation. Depuis le haut du coteau, le panorama est vaste sur la boucle de la Seine. 

## Administration, plan de gestion, règlement

### Outils et statut juridique
La réserve naturelle volontaire a été créée par un arrêté du 22 avril 1998. Le classement en RNR est intervenu par une délibération du Conseil régional du 21 septembre 2015.
Par ailleurs, le site fait partie des zonages suivants :
- ZPS « Boucles de la Seine aval » ;
- ZNIEFF de type I « Les coteaux d’Hénouville » ;
- site classé de la Boucle de Roumare depuis le 26 juin 2013.